# VEBEG
Die Vebeg GmbH (Eigenschreibweise: VEBEG) ist eine 1951 gegründete bundeseigene Treuhandgesellschaft zur Verwertung von Eigentum des Bundes und anderer öffentlicher Auftraggeber.
Der Name stand ursprünglich für Verwertungsgesellschaft für besatzungseigene Güter. Heute ist „Vebeg“ ein Firmenname ohne weitere Zusatzbezeichnungen oder Bedeutungen.
Alleinige Gesellschafterin des in Frankfurt am Main ansässigen Unternehmens ist die Bundesrepublik Deutschland, vertreten durch das Bundesministerium der Finanzen.
Die Vebeg erzielte im Geschäftsjahr 2023 mit 47 Mitarbeitern einen Treuhandwarenerlös von 91,9 Millionen Euro aus der Veräußerung beweglicher Güter. Insgesamt wurde seit Gründung der Gesellschaft ein Treuhandumsatz von über 3,3 Milliarden Euro erwirtschaftet.

## Aufgaben
Die Dienstleistungen der Vebeg umfassen alle mit der erlösbringenden Verwertung von gebrauchten Gütern verbundenen Aufgaben und richten sich nach der Bundeshaushaltsordnung. Die Vebeg verkauft vornehmlich ausgesondertes Material der Bundeswehr (ca. 30 Prozent der Treuhanderlöse im Jahr 2023). Sie ist darüber hinaus für weitere öffentlicher Auftraggeber tätig, wie z. B. Bundes-, Landes- und Kommunalbehörden, Straßenbauverwaltungen, Katastrophenschutz und ausländische Streitkräfte. Die Vebeg ist bundesweit für insgesamt rund 12.000 Dienststellen tätig und soll diese hierdurch von fachfremden Aufgaben wie Bewertung, Werbung, Mahnwesen und Inkasso entlasten.
Die Vebeg veräußert u. a. Fahrzeuge (ca. 5.200 Stück 2023), Flugzeuge, Hubschrauber und Schiffe, Bekleidung, Ausrüstung, technisches Material, Rohstoffe, Reifen, Straßendienstgerät, Münzschrott und Regierungsgeschenke.
Kriegswaffen sind nicht erhältlich.
Der Verkauf erfolgt in der Regel durch Zuschlag nach verdecktem Online-Gebot; Vebeg betreibt auch eine Auktionsplattform. Das Material wird einzeln wie z. B. Fahrzeuge oder in größeren Mengen wie z. B. Bekleidung zum Kauf angeboten. Der Verkauf erfolgt ab Lagerort der abgebenden Dienststelle mit Gewährleistungsausschluss. Die Vebeg wickelt den gesamten Verkauf für den Treugeber ab und sorgt für die Vertragserfüllung durch die Käufer sowie die Beachtung der gesetzlichen Vorschriften einschließlich der außenwirtschaftlichen Bestimmungen.
Der Käuferkreis der Vebeg setzt sich aus nationalen und internationalen Handelsunternehmen zusammen. Rund 20 Prozent der Waren gehen in den Export.